# Adam Maurizio
Adam Maurizio (* 26. September 1862 in Krakau; † 4. März 1941 in Liebefeld) war ein Schweizer Botaniker, Lebensmittelforscher und Kulturhistoriker. Mit grundlegenden Studien über die Geschichte der Pflanzennahrung erwarb er sich internationales Ansehen.

## Leben
Adam Maurizio entstammte einer angesehenen Familie aus Vicosoprano, Kanton Graubünden. Er war der Sohn des Paris Maurizio und der Maria, geborene Spargnapani. Wie zahlreiche Schweizer im 19. Jahrhundert wanderte sein Vater um 1850 nach Polen aus. Als Zuckerbäcker besass er  eine Konditorei in Krakau. Dort wurde Maurizio 1862 als Schweizer Bürger geboren. Er besuchte die Volksschule in Krakau, wurde aber, noch minderjährig, wegen angeblicher politischer Umtriebe ausgewiesen. Ab 1883 hielt er sich in der Schweiz auf, besuchte die Mittelschulen in Chur und in Winterthur und studierte ab 1888 an den Universitäten Zürich, Genf und Bern Naturwissenschaften mit dem Schwerpunkt Botanik. 1894 promovierte er an der Universität Bern mit einer Dissertation über Saprolegnieen. Gleichzeitig erwarb er das Sekundarlehrerpatent.
Nach der Promotion unterrichtete Maurizio an verschiedenen Schulen als Fachlehrer für Naturwissenschaften und ab 1896 als Assistent für Pflanzenphysiologie und Pathologie an der Versuchsanstalt Wädenswil. Hier widmete er sich besonders der Untersuchung pflanzlicher Rohstoffe, Mahlerzeugnisse und  Futtermittel. Für diese Forschungsarbeiten empfing er nachhaltige Anregungen von dem Berliner Botaniker Ludwig Wittmack, bei dem er zeitweise als Assistent tätig war.
1900 trat Maurizio als Assistent für botanische Untersuchungen in die Agrikulturchemische Versuchsanstalt Zürich ein. Mit seinen bis dahin publizierten wissenschaftlichen Arbeiten habilitierte er sich 1903 an der Universität Zürich und erhielt die Venia legendi für technische Botanik. Als Privatdozent hielt er Vorlesungen und erwarb sich durch zahlreiche praxisnahen Vorträge hohes Ansehen in der Schweizer Landwirtschaft.

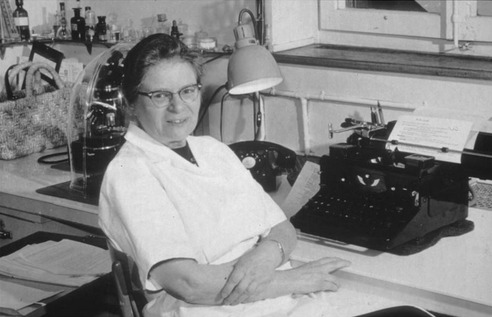
Die Tochter und Bienen-Forscherin Anna Maurizio (1960)

Im Herbst 1907 folgte Maurizio einem Ruf als Professor für Botanik und Warenkunde an die Technische Hochschule Lemberg. Dort blieb er bis zu seiner Pensionierung im Jahre 1923 tätig. Die ersten Jahre seines Ruhestandes verlebte er in Bromberg. 1927 wurde er als Ehrenprofessor an die Pharmazeutische Fakultät der Universität Warschau berufen. Wegen eines Augenleidens konnte er seine Lehrtätigkeit jedoch nur eingeschränkt wahrnehmen. 1935 kehrte er in die Schweiz zurück. Dort lebte er bis zu seinem Tode in Liebefeld bei Bern.
1940 setzte er sich für polnische Kriegsgefangene ein, als Präsident des Polnischen Hilfskomitees für Kriegsgeschädigte.
Maurizios Tochter, Anna Maurizio (1900–1993), war eine international bekannte Bienenforscherin, die in Liebefeld bei Bern lebte und forschte.

## Forschungsleistungen
Nur wenige Jahre nach seiner Promotion fand Maurizio den Weg von der wissenschaftlichen Botanik zur angewandten Botanik. Technisch-physiologische Untersuchungen an Getreide und seinen Verarbeitungsprodukten rückten nach 1900 in den Mittelpunkt seiner Forschungstätigkeit. Hilfreich für das Bäckereigewerbe waren die Ergebnisse aus seinen Experimenten, die bisher überwiegend empirischen Beurteilungen der Backfähigkeit von Weizenmehlen zu quantifizieren. Als erstes zusammenfassendes Ergebnis all dieser Studien erschien 1903 im Berliner Paul Parey Verlag sein Buch Getreide, Mehl und Brot. 1909 folgte die Schrift Die Müllerei und Bäckerei und 1917/1919 das zweibändige Werk Die Nahrungsmittel aus Getreide (2. Auflage 1924/1926).
Seine intensive Beschäftigung mit der technologischen Seite der Getreideverarbeitung lenkte Maurizios Aufmerksamkeit immer stärker auf die historische Entwicklung der Nahrungsmittel. In seinem 1916 erschienenen Buch Die Getreide-Nahrung im Wandel der Zeiten beschreibt er sein bisheriges Fachgebiet aus der Sicht der Kulturgeschichte und Ethnographie. Nach weiteren Literaturstudien und Erkenntnissen aus Studienreisen erschien 1927 im Berliner Paul Parey Verlag sein Hauptwerk, das Buch Die Geschichte unserer Pflanzennahrung von den Urzeiten bis zur Gegenwart. Diese erste wissenschaftlich fundierte Gesamtdarstellung der Weltgeschichte der Pflanzennahrung begründete Maurizios internationalen Ruf als Kulturhistoriker. Mit seiner Kernthese, dass jede Stufe des Landbaus eine ihr eigentümliche Form der Nahrung ausbildet und durch seine interdisziplinäre Betrachtungsweise eröffnete er für Ethnographie, Agrargeschichte und Agrargeographie neue Forschungsansätze. Eine der besten Rezensionen über dieses Werk und dessen Bedeutung für die Agrargeographie hat 1929 der Agrarhistoriker Richard Krzymowski in den „Landwirtschaftlichen Jahrbüchern“ veröffentlicht.
Die letzten fünfzehn Jahre seines Lebens widmete sich Maurizio ganz der Kulturgeschichte der menschlichen Ernährung. Hervorzuheben von den Veröffentlichungen aus dieser Schaffensperiode ist das 1933 erschienene Buch Geschichte der gegorenen Getränke. Maurizios Publikationsliste umfasst insgesamt über 120 Veröffentlichungen, darunter mehrere in polnischer Sprache. Zu den hochinformativen und auch fesselnd geschriebenen Abhandlungen gehört seine letzte Publikation aus dem Jahre 1939 Die pflanzliche Ernährung in Hungerszeiten, aufgrund von eigenen Erfahrungen in Osteuropa.

## Schriften
- Zur Entwickelungsgeschichte und Systematik der Saprolegnieen. Val. Höfling, München 1894. (Diss. phil. nat. Univ. Bern 1894).
- Die Backfähigkeit des Weizens und ihre Bestimmung. In: Landwirtschaftliche Jahrbücher. 31 (1902), S. 179–234 mit 3 Tafeln. Sonderausgabe als Privatdruck.
- Getreide, Mehl und Brot. Ihre botanischen, chemischen und physikalischen Eigenschaften, hygienisches Verhalten, sowie ihre Beurteilung und Prüfung. Handbuch zum Gebrauche in Laboratorien und zum Selbstunterricht für Chemiker, Müller, Bäcker, Botaniker und Landwirte. Paul Parey, Berlin 1903.
- Kraftfuttermittel. Jänecke, Hannover 1908. (Bibliothek der gesamten Landwirtschaft; Bd. 51). urn:nbn:de:hbz:061:2-19907.
- Die Müllerei und Bäckerei. Jänecke, Hannover 1909. (Bibliothek der gesamten Landwirtschaft; Bd. 41).
- Die Getreide-Nahrung im Wandel der Zeiten. Orell Füssli, Zürich 1916.
- Die Nahrungsmittel aus Getreide. Paul Parey, Berlin, Bd. 1: 1917; Bd. 2: 1919. (2. Aufl. ebd., Bd. 1: 1924; Bd. 2: 1926).
- Die Geschichte unserer Pflanzennahrung von den Urzeiten bis zur Gegenwart. Paul Parey, Berlin 1927.
  - Französische Übersetzung: Histoire de l'alimentation végétale depuis la préhistoire jusqu'à nos jours. Trad. par F. Gidon. Payot, Paris 1932. Online in Pl@ntUse. – Reprint:  Ulmer, Paris 2019, ISBN 978-2-84138-914-8. (Collection: Vieilles Racines et Jeunes Pousses).
- Histoire de l'alimentation végétale chez l'Homme. In: Revue de botanique appliquée et d'agriculture coloniale. 11 (1931), n°115 (mars), S. 159–168. doi:10.3406/jatba.1931.4968.
- Geschichte der gegorenen Getränke. Paul Parey, Berlin 1933. (Digitalisat). – Reprint-Ausgaben bei Sändig, Wiesbaden; Vaduz 1970, 1982 u. 1993.
- Die pflanzliche Ernährung in Hungerszeiten, auf Grund von eigenen Erfahrungen in Osteuropa. In: Mitteilungen der Naturforschenden Gesellschaft Bern aus dem Jahre 1939, S. 50–68. Digitalisat in E-Periodica.